# فياتشيسلاف هليب
فياتشيسلاف بولافيتش هليب (الروسية: Глеб, Вячеслав Павлович) (مواليد 12 فبراير 1983 في مينسك) لاعب كرة قدم بيلاروسي دولي يجيد اللعب في خط الوسط . يلعب حاليا لصالح نادي شينزين روبي الصيني منذ 2010 .

## روابط خارجية
- فياتشيسلاف هليب على موقع قاعدة بيانات كرة القدم.إي يو (الإنجليزية)
- فياتشيسلاف هليب على موقع بيانات كرة القدم. دي إي (الألمانية)
- فياتشيسلاف هليب على موقع ناشيونال فوتبول تيمز (الإنجليزية)
- فياتشيسلاف هليب على موقع Soccerway.com (الإنجليزية)
- فياتشيسلاف هليب على موقع عالم كرة القدم.نت (الإنجليزية)